# Gaspar Torrella
Gaspar Torrella (València, 1452 - Roma, 1520), fou un metge valencià.

## Biografia
Fill del metge Ferrer Torrella i germà menor dels també metges Ausiàs i Jeroni, començà els seus estudis a València i els continuà a Siena, on es va doctorar en medicina. Fou ordenat sacerdot el 1487. Des del 1492 residí a Roma, primer com a familiar i metge del papa Alexandre VI, que el va nomenar bisbe de Santa Justa (Sardenya), i a partir de la mort d'aquest el 1503, com a metge de cambra de Juli II, que li va mantenir la dignitat en suprimir aquell bisbat, i com a tal va participar en el V Concili de Laterà (1512-1517). Va ser bibliotecari de la Biblioteca Vaticana durant dos anys.

## Obra mèdica
Adscrit al galenisme avicennista dominant en el seu temps, destaca entre els autors que van tractar les noves malalties (les desconegudes pels autors clàssics), especialment la sífilis. Dels tres primers que la van descriure (a més d'ell, l'alemany Joseph Grünpeck i l'italià Niccolò Leoniceno), fou l'únic que en va oferir un estudi fonamentalment clínic i terapèutic, el Tractatus cum consiliis, qualificat per Karl Sudhoff, el gran historiador alemany de la medicina, com «el més valuós i original» dels publicats a Europa abans del 1500. Hi descriu els símptomes d'aquesta malaltia d'acord amb observacions pròpies, exemplificades en les cinc històries clíniques que inclou com a apèndix, la primera de les quals possiblement correspon a la sífilis patida per Cèsar Borja (el fill d'Alexandre VI), aleshores arquebisbe de València, a qui està dedicat el llibre. També li dedicà un judici astrològic, De portentis, publicat el 1507. El 1504 donà a la impremta un tractat sobre la prevenció i curació de la pesta, i l'any següent en va descriure una variant fins llavors desconeguda, anomenada a Espanya popularment modorrilla, arran de l'epidèmia que recentment s'havia estés pel nord de la península. Torrella mantingué un greu conflicte professional amb el també metge Pere Pintor, en el si de la cort romana d'Alexandre VI, relacionat, especialment, amb els mètodes de tractament de la malaltia de la sífilis.

## Obres publicades
- Tractatus cum consiliis contra pudendagram seu morbum gallicum, Roma, 1497
- Dialogus de dolore cum tractatu de ulceribus in pudendagra evenire solitus, Roma, 1500
- Qui cupit a peste non solum preservari, sed et curari hoc legat consilium, Roma, 1504
- Consilium de egritudine pestifera et contagiosa ovina cognominata nuper cognita quam hyspani modorrillam vocant, Roma, 1505
- Pro regimine seu preservatione sanitatis et de loculentis, et poculentis, Roma, 1506
- De portentis, presagiis et ostentis rerumque admirabilium ac Solis et Lune defectibus et Cometis, Roma, 1507